# Nationaal Songfestival 1969
Het Nationaal Songfestival in 1969 werd op 26 februari 1969 gepresenteerd door Pim Jacobs. Het evenement vond plaats in het Circustheater, Scheveningen. Voor deze editie waren er verschillende vervangingen bij de deelnemende artiesten.
Elk van de uiteindelijke deelnemers vertolkte tijdens de voorronde drie liedjes, waarvan steeds de beste tot de Nationale finale doordrong. De finale won Lenny Kuhr. Ze werd afgevaardigd naar Madrid waar ze de gedeelde eerste plaats won met Spanje, Engeland, en Frankrijk.
Anneke Grönloh deed in 1964 al mee aan het Nationaal Songfestival; ze was intern aangewezen.

## Einduitslag
| Plaats | Artiest         | Titel                | Muziek/Tekst                     | Arrangeur       | Punten |
| ------ | --------------- | -------------------- | -------------------------------- | --------------- | ------ |
| 1      | Lenny Kuhr      | De troubadour        | Lenny Kuhr/David Hartsema        | Bert Paige      | 7      |
| 2      | Conny Vink      | De toeteraar         | Kees Bruyn/Jan Schipper          | Kees Bruyn      | 6      |
| 3      | Dave            | Niets gaat zo snel   |                                  |                 | 5      |
| 4      | Annet Hesterman | Zoek het niet te ver | Kees Bruyn/Gerrit den Braber     | Kees Bruyn      | 2      |
| 5      | Patricia Paay   | Jij alleen           | John Möring                      | Frans Mijts     | 1      |
| 6      | Linda Ross      | Goodbye my love      | Rick Beekman/Will Luikinga       | Ferry Wienneke  | 1      |
| 7      | Anneke Grönloh  | Heartbeat            | Hans van Hemert/Willy van Hemert | Ger van Leeuwen | 1      |
| 8      | John Lamers     | Als een donderslag   | Ad van de Gein/Wim van Dam       | Wolfgang Geri   | 0      |
| 9      | Frankie Luyten  | Haat me niet         | Joop Portengen/Reny Boone        | Harry van Hoof  | 0      |
| 10     | Rob de Nijs     | Zaterdagavondshow    | Tonny Eyk/Gerrit den Braber      | Ruud Bos        | 0      |

## Trivia
- Lenny Kuhr droeg op het Eurovisiesongfestival hetzelfde ontwerp jurk, maar dan in het rood in plaats van groen.
- Conny Vink trad op met haar linkerarm in het verband. Ze had een gebroken arm overgehouden aan een val tijdens de opname van een reclamefilmpje.
- Tijdens de stemming bracht jurylid Robbie Dale zijn stem uit op De toeteraar van Conny Vink, hoewel op zijn stembriefje Jij alleen van Patricia Paay stond. Jij alleen kreeg uiteindelijk de stem, waardoor Lenny Kuhr met De troubadour met één punt voorsprong op Conny Vink won.
- Het achtergrondkoor van Annet Hesterman en Anneke Grönloh werd gevormd door de Hearts of soul. Zij namen deel aan het Nationaal Songfestival van 1970. Ze namen namens Nederland deel aan het Eurovisiesongfestival van 1970 en namens België aan het Eurovisiesongfestival van 1977.